# Hartford (Kansas)
Hartford è un comune (city) degli Stati Uniti d'America della contea di Lyon nello Stato del Kansas. La popolazione era di 371 persone al censimento del 2010. Hartford fa parte dell'area micropolitana di Emporia.

## Geografia fisica
Hartford è situata a 38°18′28″N 95°57′23″W (38.307866, -95.956313).
Secondo lo United States Census Bureau, ha un'area totale di 0,38 miglia quadrate (0,98 km²).

## Storia
Hartford fu progettata nel 1858. Alcuni dei suoi fondatori erano nativi di Hartford, la capitale del Connecticut, da cui la città ha preso il nome.
Hartford fu incorporata come città nel marzo 1884.

## Società

### Evoluzione demografica
Secondo il censimento del 2010, c'erano 371 persone.

### Etnie e minoranze straniere
Secondo il censimento del 2010, la composizione etnica della città era formata dal 96,5% di bianchi, lo 0,3% di afroamericani, l'1,1% di nativi americani, lo 0,3% di asiatici, e l'1,9% di due o più etnie. Ispanici o latinos di qualunque razza erano il 2,2% della popolazione.